# Campionati del mondo di atletica leggera 2017 - 400 metri piani femminili
La gara dei 400 metri piani femminili dei campionati del mondo di atletica leggera 2017 si è svolta tra il 6 e il 9 agosto.
Durante la finale, Salwa Eid Naser ha stabilito il record nazionale del Bahrein (50"06), battendo il suo precedente record ottenuto nelle batterie (50"57) e poi in semifinale (50"08). Margaret Barrie ottiene il record nazionale della Sierra Leone nelle batterie (53"20).

## Podio
| Pos.    | Atleta          | Nazionalità | Tempo |
| ------- | --------------- | ----------- | ----- |
| Oro     | Phyllis Francis | Stati Uniti | 49"92 |
| Argento | Salwa Eid Naser | Bahrein     | 50"06 |
| Bronzo  | Allyson Felix   | Stati Uniti | 50"08 |

## Situazione pre-gara

### Record
Prima di questa competizione, il record del mondo (RM) e il record dei campionati (RC) erano i seguenti.
| Record                | Prestazione | Atleta                               | Data                               | Competizione  |
| --------------------- | ----------- | ------------------------------------ | ---------------------------------- | ------------- |
| Record mondiale       | 47"60       | Marita Koch Germania Est             | 6 ottobre 1985 Canberra, Australia |               |
| Record dei campionati | 47"99       | Jarmila Kratochvílová Cecoslovacchia | 10 agosto 1983 Helsinki, Finlandia | Mondiali 1983 |

### Campionesse in carica
Le campionesse in carica, a livello mondiale e olimpico, erano:
| Campionessa | Atleta                    | Prestazione | Data                                    | Competizione         |
| ----------- | ------------------------- | ----------- | --------------------------------------- | -------------------- |
| Olimpico    | Shaunae Miller Bahamas    | 49"44       | 15 agosto 2016 Rio de Janeiro (Brasile) | Giochi olimpici 2016 |
| Mondiale    | Allyson Felix Stati Uniti | 49"26       | 27 agosto 2015 Pechino (Cina)           | Mondiali 2015        |

### La stagione
Prima di questa gara, gli atleti con le migliori tre prestazioni dell'anno erano:
| Pos. | Atleta                      | Prestazione | Data                                   |
| ---- | --------------------------- | ----------- | -------------------------------------- |
| 1    | Allyson Felix Stati Uniti   | 49"65       | 09 luglio 2017 Londra, Regno Unito     |
| 2    | Quanera Hayes Stati Uniti   | 49"72       | 24 giugno 2017 Sacramento, Stati Uniti |
| 3    | Shaunae Miller-Uibo Bahamas | 49"77       | 13 maggio 2017 Shanghai, Cina          |

## Risultati

### Batterie
Le batterie preliminari si sono svolte domenica 6 agosto 2017 a partire dalle ore 11:54.

Qualificazione: i primi tre di ogni serie (Q) e i sei tempi migliori tra gli esclusi (q) si qualificano alle batterie.
| Pos | Batteria | Corsia | Nome                     | Nazionalità               | Tempo | Note             |
| --- | -------- | ------ | ------------------------ | ------------------------- | ----- | ---------------- |
| 1   | 4        | 3      | Salwa Eid Naser          | Bahrein                   | 50"57 | Q,               |
| 2   | 4        | 9      | Phyllis Francis          | Stati Uniti               | 50"94 | Q                |
| 3   | 2        | 3      | Shaunae Miller-Uibo      | Bahamas                   | 50"97 | Q                |
| 4   | 4        | 4      | Novlene Williams-Mills   | Giamaica                  | 51"00 | Q                |
| 5   | 3        | 2      | Kabange Mupopo           | Zambia                    | 51"09 | Q,               |
| 6   | 6        | 4      | Chrisann Gordon          | Giamaica                  | 51"14 | Q                |
| 7   | 3        | 4      | Shericka Jackson         | Giamaica                  | 51"26 | Q                |
| 8   | 2        | 7      | Stephenie Ann McPherson  | Giamaica                  | 51"27 | Q                |
| 9   | 6        | 2      | Amantle Montsho          | Botswana                  | 51"37 | Q,               |
| 10  | 3        | 6      | Gunta Latiševa-Čudare    | Lettonia                  | 51"37 | Q,               |
| 11  | 3        | 8      | Lydia Jele               | Botswana                  | 51"41 | q                |
| 12  | 5        | 8      | Quanera Hayes            | Stati Uniti               | 51"43 | Q                |
| 13  | 6        | 3      | Margaret Bamgbose        | Nigeria                   | 51"57 | Q,               |
| 14  | 2        | 9      | Yinka Ajayi              | Nigeria                   | 51"58 | Q                |
| 15  | 2        | 6      | Bianca Răzor             | Romania                   | 51"64 | q                |
| 16  | 3        | 3      | Ruth Spelmeyer           | Germania                  | 51"72 | q,               |
| 17  | 5        | 9      | Patience Okon George     | Nigeria                   | 51"83 | Q                |
| 18  | 5        | 4      | Zoey Clark               | Gran Bretagna             | 51"88 | Q                |
| 19  | 6        | 7      | Iga Baumgart             | Polonia                   | 51"88 | q                |
| 20  | 3        | 5      | Roxana Gomez             | Cuba                      | 51"98 | q                |
| 21  | 5        | 2      | Nirmala Sheoran          | India                     | 52"01 | q                |
| 22  | 3        | 7      | Elea-Mariama Diarra      | Francia                   | 52"06 |                  |
| 23  | 6        | 6      | Tamara Salaški           | Serbia                    | 52"13 |                  |
| 24  | 6        | 5      | Kendall Ellis            | Stati Uniti               | 52"18 |                  |
| 25  | 2        | 4      | Emily Diamond            | Gran Bretagna             | 52"20 |                  |
| 26  | 5        | 7      | Morgan Mitchell          | Australia                 | 52"22 |                  |
| 27  | 5        | 5      | Anastasiia Bryzgina      | Ucraina                   | 52"26 |                  |
| 28  | 4        | 8      | Małgorzata Hołub         | Polonia                   | 52"26 |                  |
| 29  | 1        | 1      | Allyson Felix            | Stati Uniti               | 52"44 | Q                |
| 30  | 4        | 5      | Lisanne de Witte         | Paesi Bassi               | 52"48 |                  |
| 31  | 6        | 9      | Déborah Sananes          | Francia                   | 52"50 |                  |
| 32  | 2        | 5      | Aiyanna Stiverne         | Canada                    | 52"55 |                  |
| 33  | 4        | 6      | Amalie Iuel              | Norvegia                  | 52"55 |                  |
| 34  | 6        | 8      | Anyika Onuora            | Gran Bretagna             | 52"58 |                  |
| 35  | 1        | 2      | Irini Vasiliou           | Grecia                    | 52"61 | Q                |
| 36  | 5        | 6      | Carline Muir             | Canada                    | 52"70 |                  |
| 37  | 1        | 6      | Ashley Kelly             | Isole Vergini Britanniche | 52"70 | Q                |
| 38  | 3        | 9      | Anita Horvat             | Slovenia                  | 52"78 |                  |
| 39  | 2        | 2      | Cátia Azevedo            | Portogallo                | 52"79 |                  |
| 40  | 1        | 9      | Maria Benedicta Chigbolu | Italia                    | 53"00 |                  |
| 41  | 1        | 4      | Margaret Barrie          | Sierra Leone              | 53"20 | Record nazionale |
| 42  | 4        | 2      | Eleni Artymata           | Cipro                     | 53"26 |                  |
| 43  | 2        | 8      | Christine Botlogetswe    | Botswana                  | 53"50 |                  |
| 44  | 1        | 8      | Justyna Święty           | Polonia                   | 53"62 |                  |
| 45  | 4        | 7      | Domonique Williams       | Trinidad e Tobago         | 53"72 |                  |
| 46  | 1        | 5      | Maximila Imali           | Kenya                     | 53"97 |                  |
| 47  | 1        | 7      | Travia Jones             | Canada                    | 54"02 |                  |
| 48  | 5        | 3      | Djénébou Danté           | Mali                      | 54"04 |                  |
| 49  | 1        | 3      | Samantha Dirks           | Belize                    | 54"74 |                  |

### Semifinale
Le semifinali si sono tenute il 7 agosto dalle ore 20:55.

Qualificazione: i primi due di ogni serie (Q) e i due tempi migliori tra gli esclusi (q) si qualificano alla finale.
| Pos | Batteria | Corsia | Nome                    | Nazionalità               | Tempo | Note                                     |
| --- | -------- | ------ | ----------------------- | ------------------------- | ----- | ---------------------------------------- |
| 1   | 2        | 7      | Salwa Eid Naser         | Bahrein                   | 50"08 | Q,                                       |
| 2   | 2        | 4      | Allyson Felix           | Stati Uniti               | 50"12 | Q                                        |
| 3   | 1        | 5      | Shaunae Miller-Uibo     | Bahamas                   | 50"36 | Q                                        |
| 4   | 3        | 5      | Phyllis Francis         | Stati Uniti               | 50"37 | Q                                        |
| 5   | 1        | 7      | Stephenie Ann McPherson | Giamaica                  | 50"56 | Q,                                       |
| 6   | 3        | 4      | Kabange Mupopo          | Zambia                    | 50"60 | Q,                                       |
| 7   | 2        | 9      | Novlene Williams-Mills  | Giamaica                  | 50"67 | q                                        |
| 8   | 2        | 5      | Shericka Jackson        | Giamaica                  | 50"70 | q                                        |
| 9   | 1        | 6      | Quanera Hayes           | Stati Uniti               | 50"71 |                                          |
| 10  | 3        | 7      | Chrisann Gordon         | Giamaica                  | 50"87 |                                          |
| 11  | 3        | 6      | Amantle Montsho         | Botswana                  | 51"28 | Miglior prestazione personale stagionale |
| 12  | 1        | 8      | Gunta Latiševa-Čudare   | Lettonia                  | 51"57 |                                          |
| 13  | 2        | 2      | Lydia Jele              | Botswana                  | 51"57 |                                          |
| 14  | 3        | 3      | Ruth Spelmeyer          | Germania                  | 51"77 |                                          |
| 15  | 3        | 2      | Iga Baumgart            | Polonia                   | 51"81 |                                          |
| 16  | 3        | 8      | Zoey Clark              | Gran Bretagna             | 51"81 | Miglior prestazione personale            |
| 17  | 1        | 3      | Roxana Gomez            | Cuba                      | 52"01 |                                          |
| 18  | 1        | 2      | Bianca Răzor            | Romania                   | 52"09 |                                          |
| 19  | 2        | 8      | Yinka Ajayi             | Nigeria                   | 52"10 |                                          |
| 20  | 3        | 9      | Margaret Bamgbose       | Nigeria                   | 52"23 |                                          |
| 21  | 1        | 4      | Patience Okon George    | Nigeria                   | 52"60 |                                          |
| 22  | 2        | 3      | Nirmala Sheoran         | India                     | 53"07 |                                          |
| 23  | 2        | 6      | Irini Vasiliou          | Grecia                    | 53"27 |                                          |
| 24  | 1        | 9      | Ashley Kelly            | Isole Vergini Britanniche | 54"50 |                                          |

### Finale
La finale si è svolta mercoledì 9 agosto alle ore 21:50.
| Pos | Corsia | Nome                    | Nazionalità | Tempo | Note                          |
| --- | ------ | ----------------------- | ----------- | ----- | ----------------------------- |
|     | 6      | Phyllis Francis         | Stati Uniti | 49"92 | Miglior prestazione personale |
|     | 4      | Salwa Eid Naser         | Bahrein     | 50"06 | Record nazionale              |
|     | 5      | Allyson Felix           | Stati Uniti | 50"08 |                               |
| 4   | 7      | Shaunae Miller-Uibo     | Bahamas     | 50"49 |                               |
| 5   | 2      | Shericka Jackson        | Giamaica    | 50"76 |                               |
| 6   | 8      | Stephenie Ann McPherson | Giamaica    | 50"86 |                               |
| 7   | 3      | Novlene Williams-Mills  | Giamaica    | 51"48 |                               |
| dq  | 9      | Kabange Mupopo          | Zambia      | 51"15 |                               |